# 1592
| [ Edytuj tabelę ]              | |
| Król Polski                    | - 1587 Zygmunt III Waza 1632 |
| Współksiążęta Andory           | - 1588 Andreu Capella 1609 - 1572 Henryk IV Burbon 1610 |
| Król Anglii                    | - 1558 Elżbieta I 1603 |
| Elektor Brandenburgii          | - 1571 Jan Jerzy 1598 |
| Książę Bawarii                 | - 1579 Wilhelm V 1597 |
| Sułtan Brunei                  | - 1575 Saiful Rijal 1600 |
| Cesarz Chin                    | - 1572 Wanli 1620 |
| Król Czech                     | - 1576 Rudolf II Habsburg 1611 |
| Król Danii                     | - 1588 Chrystian IV 1648 |
| Dalajlama                      | - 1589 Jonten Gjaco 1616 |
| Cesarz Etiopii                 | - 1563 Sertse Dyngyl 1597 |
| Król Francji                   | - 1589 Henryk IV 1610 |
| Król Hiszpanii                 | - 1556 Filip II 1598 |
| Landgraf Hesji-Kassel          | - 1567 Wilhelm IV Mądry 1592 - 1592 Maurycy Uczony 1627 |
| Stadhouder Holandii            | - 1584 Maurycy Orański 1625 |
| Szach Iranu                    | - 1587 Abbas I Wielki 1629 |
| Państwo Wielkich Mogołów       | - 1556 Akbar 1605 |
| Cesarz Japonii                 | - 1586 Go-Yōzei 1611 |
| Kalif                          | - 1574 Murad III 1595 |
| Patriarcha Konstantynopola     | - 1587 Jeremiasz II Tranos 1595 |
| Władca Korei                   | - 1567 Sŏnjo 1608 |
| Książę Kurlandii i Semigalii   | - 1587 Fryderyk Kettler 1642 - 1587 Wilhelm Kettler 1616 |
| Sułtan Maroka                  | - 1578 Ahmad al-Mansur 1603 |
| Senior Monako                  | - 1589 Herkules 1604 |
| Król Nawarry                   | - 1572 Henryk III 1610 |
| Król Norwegii                  | - 1588 Chrystian IV 1648 |
| Sułtan Omanu                   | - 1560 Abd Allah ibn Muhammad 1624 |
| Elektor Palatynatu             | - 1583 Fryderyk IV 1610 |
| Papież                         | - 1592 Klemens VIII 1605 |
| Książę Parmy i Piacenzy        | - 1586 Aleksander 1592 - 1592 Ranuccio I 1622 |
| Król Portugalii                | - 1581 Filip I 1598 |
| Książę w Prusach               | - 1568 Albrecht Fryderyk 1618 - 1578 Jerzy Fryderyk (regent) 1603 |
| Car Rosji                      | - 1584 Fiodor I 1598 |
| Cesarz Rzymski (niemiecki)     | - 1576 Rudolf II Habsburg 1612 |
| Kapitanowie Regenci San Marino | - 1591 Pier Matteo Belluzzi Ottaviano Gozi 1592 - 1592 Pier Marino Cionini Giuliano Gozi 1592 - 1592 Camillo Bonelli 1592 - 1592 Giovanni Paolo Belluzzi 1593 - 1592 Paol'Antonio Onofri 1593 |
| Elektor Saksonii               | - 1591 Krystian II Wettyn 1611 |
| Król Szkocji                   | - 1567 Jakub VI 1625 |
| Król Szwecji                   | - 1569 Jan III Waza 1592 - 1592 Zygmunt Waza 1598 |
| Król Tajlandii                 | - 1590 Naresuan 1605 |
| Sułtan Turków                  | - 1574 Murad III 1595 |
| Doża Wenecji                   | - 1585 Pasqual Cicogna 1595 |
| Król Węgier                    | - 1576 Rudolf II 1608 |

Rok 1592 / MDXCII
stulecia: XV wiek ~
XVI wiek ~
XVII wiek

lata: 1582 «
1587 «
1588 «
1589 «
1590 «
1591 «
1592
» 1593
» 1594
» 1595
» 1596
» 1597
» 1602

## Wydarzenia w Polsce
- 16 stycznia – Zygmunt III Waza powołał komisję dla stłumienia Powstania Kosińskiego rozszerzającego się na terenie województw kijowskiego, bracławskiego i wołyńskiego. Na jej czele stanął starosta śniatyński Mikołaj Jazłowiecki
- oddziały Kosińskiego opanowały Trypol, który stał się ich główną siedzibą.
- wiosna – Kozacy spalili Perejasław podczas Powstania Kosińskiego
- 31 maja – w Krakowie odbył się ślub Zygmunt III Waza i Anny Habsburżanki oraz jej koronacja na królową Polski.
- 7 września–19 października – sejm inkwizycyjny, na którym Jan Zamoyski postawił zarzuty wobec króla Zygmunta III Wazy.
- późna jesień – oddziały Kosińskiego zaatakowały Bracławszczyznę i Wołyń

## Wydarzenia na świecie
- 30 stycznia – wybór Hipolit Aldobrandini na papieża, przyjął imię Klemens VIII.
- 7 maja – wojna japońsko-koreańska: zwycięstwo floty koreańskiej w bitwie pod Okpo.
- 23 maja – Giordano Bruno został zadenuncjowany Trybunałowi Inkwizycyjnemu przez weneckiego szlachcica Giovanniego Moceniego.
- 3 grudnia – Ranuccio I został księciem Parmy.
- Angielski żeglarz John Davis odkrył Falklandy.
- Japońska inwazja na Koreę – wojna Imjin, czyli wojna roku smoka.

## Urodzili się
- 5 stycznia – Szahdżahan, piąty władca muzułmańskiego imperium w Indiach z dynastii Mogołów (zm. 1666)
- 22 stycznia – Pierre Gassendi, francuski matematyk i filozof (zm. 1655)
- 22 marca – Krzysztof Liebruder, polski duchowny luterański, pedagog (zm. 1659)
- 28 marca – Jan Ámos Komenský, czeski prekursor pedagogiki (zm. 1670)
- 9 kwietnia – Jerzy Trzanowski, pastor, tworzący w języku czeskim i łacińskim pisarz religijny (zm. 1637)
- 22 kwietnia – Wilhelm Schickard, niemiecki matematyk, orientalista i konstruktor, profesor uniwersytetu w Tybindze (zm. 1635)
- 8 maja – Francis Quarles, angielski poeta religijny epoki baroku, popularny w tym okresie autor zbioru emblematów (zm. 1644)
- 9 lipca – Caspar Stein, niemiecki uczony, podróżnik i lekarz (zm. 1652)
- 4 sierpnia – Johann Balthasar Liesch von Hornau, duchowny katolicki, biskup pomocniczy wrocławski (zm. 1661)
- 28 sierpnia – George Villiers, 1. książę Buckingham, angielski arystokrata, faworyt królów Anglii Jakuba I i Karola I (zm. 1628)
- 1 września – Maria Aniela Astorch, hiszpańska klaryska kapucynka, mistyczka, błogosławiona Kościoła rzymskokatolickiego (zm. 1665)
- 7 października – Heinrich Wenzel, książę Ziębic (Münsterberg) i Kłodzka (Glatz), starosta generalny Śląska(zm. 1639)
- 17 października – Dominik Castellet Vinale, dominikanin, misjonarz, męczennik, błogosławiony katolicki (zm. 1628)
- 22 października – Gustaw Horn, hrabia, szwedzki wódz i polityk (zm. 1657)
- 4 listopada – Gerrit van Honthorst, holenderski malarz i rysownik barokowy (zm. 1656)
- 13 listopada – Antoni Grassi, włoski filipin, błogosławiony katolicki (zm. 1671)
- 24 listopada – Pieter Snayers, malarz flamandzki (zm. 1667)
- 28 listopada – Hong Taiji, władca mandżurski, pierwszy cesarz z dynastii Qing (zm. 1643)
- 9 grudnia – Krzysztof Arciszewski, generał artylerii Holandii, Brazylii i Polski (zm. 1656)
- 27 grudnia – Jan Innocenty Petrycy, polski lekarz, balneolog, pisarz medyczny, historyk i historiograf (zm. 1641)
- data dzienna nieznana: 
  - Ippolito Aldobrandini, włoski duchowny, kardynał (zm. 1638)
  - Catalina de Erauso, hiszpańska zakonnica i konkwistadorka (zm. 1649)
  - Henry King, duchowny anglikański, angielski poeta metafizyczny (zm. 1669)
  - Stanisław Koniecpolski, hetman wielki koronny (zm. 1646)
  - Yinyuan Longqi, chiński mistrz chan ze szkoły linji, założyciel szkoły ōbaku w Japonii (zm. 1673)
  - Mustafa I, sułtan z dynastii Osmanów (zm. 1639)
  - Andrzej Stanisław Sapieha, kasztelan trocki, kasztelan wileński (zm. 1646)
  - Aleksander Sokołowski (biskup), biskup kijowski, opat trzemeszeński (zm. 1645)
  - Jan Southworth, święty Kościoła katolickiego, angielski kapłan, męczennik (zm. 1654)
  - Peter Stuyvesant, gubernator Nowej Holandii (zm. 1672)
  - Jonasz Szlichtyng, szlachcic polski, pisarz i teolog braci polskich, ojciec Krzysztofa Szlichtynga (zm. 1661)
  - Daniel Vetter, członek Jednoty Braci Czeskich (zm. 1669)

## Zmarli
- 16 stycznia – Jan Kazimierz Wittelsbach (Pfalz-Simmern), książę Palatynatu Reńskiego (ur. 1543)
- 22 stycznia – Elżbieta Habsburg (1554–1592), arcyksiężniczka austriacka, królowa francuska jako żona Karola IX Walezjusza (ur. 1554)
- 13 lutego – Jacopo Bassano, włoski malarz renesansowy (ur. 1515)
- 4 marca – Krzysztof Meklemburski, książę, administrator biskupstwa w Ratzeburgu (ur. 1537)
- 10 marca – Michael Coxcie, flamandzki malarz doby Renesansu (ur. 1499)
- 8 kwietnia – Jerzy Jan Wittelsbach (Pfalz-Veldenz), hrabia palatyn i książę Palatynatu-Veldenz (ur. 1543)
- 13 kwietnia – Bartolomeo Ammanati, rzeźbiarz i architekt florencki (ur. 1511)
- 17 maja – Paschalis Baylón, pasterz owiec, hiszpański franciszkanin alkantarzysta zwany doktorem eucharystii, furtian i święty Kościoła katolickiego (ur. 1540)
- 24 maja – Nikolaus Selnecker, niemiecki teolog luterański (ur. 1530)
- maj – Thomas Cavendish, angielski żeglarz i korsarz (ur. 1555)
- 3 czerwca – Bartolomeo Passarotti, włoski malarz okresu manieryzmu (ur. 1529)
- 4 czerwca – Franciszek de Montpensier, książę de Montpensier, de La Roche-sur-Yon i de Dombes (ur. 1542)
- 13 czerwca – Albrycht Radziwiłł, książę, ordynat na Ołyce i Nieświeżu, pierwszy ordynat klecki (ur. 1558)
- 17 czerwca – Ernest Ludwik, książę wołogoski, syn Filipa I, z dynastii Gryfitów (ur. 1545)
- 1 lipca – Marc Antonio Ingegneri, włoski kompozytor (ur. 1547)
- 4 lipca – Francesco Bassano, włoski malarz okresu manieryzmu, syn Jacopa Bassano (ur. 1549)
- 6 lipca – Jan Jerzy oławski, książę oławski z dynastii Piastów (ur. 1552)
- 9 lipca – Jan Kiszka, starosta generalny żmudzki, kasztelan (ur. 1552)
- 25 sierpnia – Wilhelm IV Mądry, landgraf Hesji-Kassel (ur. 1532)
- 31 sierpnia – Wilhelm z Rožemberku, burgrabia praski i wielki szambelan Królestwa Czech (ur. 1535)
- 3 września – Robert Greene, angielski pisarz, autor sztuk teatralnych, krytyk (ur. 1558)
- 13 września – Michel de Montaigne, francuski pisarz i filozof (ur. 1533)
- 20 września – Francisco Valles, hiszpański lekarz i filozof(ur. 1524)
- 11 października – Aleksander Sauli, apostoł Korsyki, włoski barnabita (ur. 1534)
- 13 października – Anna pomorska (1531–1592), księżna anhalcka na Zerbst, burgrabina Miśni (ur. 1531)
- 23 października – Stanisław Górka, brał udział w wyprawie inflanckiej, a 1565 wojnie z Carstwem Rosyjskim (ur. 1538)
- 17 listopada – Jan III Waza, król Szwecji, ojciec Zygmunta III Wazy (ur. 1537)
- 3 grudnia – Aleksander Farnese (książę Parmy), namiestnik Niderlandów (ur. 1545)
- 17 grudnia – Vincenzo Lauro, nuncjusz apostolski w Polsce (ur. 1523)
- data dzienna nieznana: 
  - Pedro Sarmiento de Gamboa, hiszpański żeglarz, kosmograf, historyk i badacz Ameryki Południowej i Oceanu Spokojnego (ur. ok. 1530)
  - Maciej Garwolczyk, polski drukarz działający w latach 1577–1586 w Krakowie i 1586-1591 we Lwowie (ur. ?)
  - Rafał Leszczyński, wojewoda brzeskokujawski 1545–1550, kasztelan śremski (ur. 1526)
  - Girolamo Muziano, włoski malarz, aktywny w późnym renesansie (ur. 1532)
  - Jehuda Somi, włoski pisarz, dramaturg, krytyk i teoretyk teatru żydowskiego pochodzenia (ur. 1527)

## Święta ruchome
- Tłusty czwartek: 6 lutego
- Ostatki: 11 lutego
- Popielec: 12 lutego
- Niedziela Palmowa: 22 marca
- Wielki Czwartek: 26 marca
- Wielki Piątek: 27 marca
- Wielka Sobota: 28 marca
- Wielkanoc: 29 marca
- Poniedziałek Wielkanocny: 30 marca
- Wniebowstąpienie Pańskie: 7 maja
- Zesłanie Ducha Świętego: 17 maja
- Boże Ciało: 28 maja